# 戴维·怀斯
戴维·怀斯（英語：David Wise，1990年6月30日—），美国男子自由式滑雪运动员，主攻U型场地技巧。他曾代表美国参加2014年，2018年和2022年冬季奥林匹克运动会自由式滑雪比赛，获得二枚金牌及一枚銀牌。